# Leo Kinnunen
 Leo Kinnunen  (Tampere, 5 d'agost de 1943 - 26 juliol de 2017) va ser un pilot de curses automobilístiques finès que va arribar a disputar curses de Fórmula 1.

## A la F1
Leo Kinnunen va debutar a la cinquena cursa de la temporada 1974 (la 25a temporada de la història) del campionat del món de la Fórmula 1, disputant el 12 de maig del 1974 el GP de Bèlgica al circuit de Nivelles.
Va participar en un total de sis curses puntuables pel campionat de la F1, disputades a la temporada 1974 no aconseguint finalitzar cap cursa i no assolí cap punt pel campionat del món de pilots.

## Resultats a la Fórmula 1
| Any  | Equip      | Xassís  | Motor | 1   | 2   | 3   | 4   | 5       | 6       | 7       | 8   | 9       | 10      | 11  | 12      | 13      | 14  | 15  | Posició | Punts |
| ---- | ---------- | ------- | ----- | --- | --- | --- | --- | ------- | ------- | ------- | --- | ------- | ------- | --- | ------- | ------- | --- | --- | ------- | ----- |
| 1974 | AAW Racing | Surtees | Ford  | ARG | BRA | SUD | ESP | BEL NVQ | MON Ret | SUE Ret | HOL | FRA NVQ | GBR NVQ | ALE | AUT NVQ | ITA NVQ | CAN | USA | -       | 0     |

### Resum
| Curses: | Victòries: | Pòdiums: | Poles: | Voltes ràpides: | Punts: |
| ------- | ---------- | -------- | ------ | --------------- | ------ |
| 6       | 0          | 0        | 0      | 0               | 0      |